# Aeródromo de El Carrascalejo
El Aeródromo de El Carrascalejo (o también conocido como Aeródromo de Torozos) es un aeródromo privado que se encuentra en Navabuena, (Valladolid).
Cuenta con una pista de 800 m por 15 y una nave-terminal.[cita requerida]
El aeródromo está en la carretera VA-910. Pasado el aeropuerto de Villanubla, se gira a la derecha y el aeródromo está a la derecha.